# Корени
Корени су други роман српског писца Добрице Ћосића. Објављен је 1954. године. Овим романом Ћосић је започео својеврсни циклус романа („Време смрти“, „Време зла“, „Време власти 1“, „Време власти 2“) у којима се као ликови јављају „синови, унуци и праунуци јунака „Корена“, са основном идејном тежњом приказивања „романсиране историје модерне Србије“.
Роман се одиграва у измишљеном селу Прерово у последњим деценијама 19. века за време краља Милана и у њему се приказује живот богате сеоске породице Катић и њихових слуга. У мноштву мотива и тема посебно се издвајају: мотив породице и породичног сукоба између очева и синова, породично порекло и проблем идентитета, одржавање култова српске националне митологије, политички сукоби који доводе до народног и породичног раскола и искоришћавање српског сељаштва за ниске политичке побуне, обликовање српских интелектуалаца школованих у иностранству, патријархална деспотија као култ, улога и положај жене у породици, и многи други. Тематско-мотивски слојеви уско су везани за представљање спорог и болног преображаја српског села са преласка из 19. у 20. век.
Јован Деретић „Корене“ жанровски одређује као „поетски психолошки роман, умногостручене субјективне перспективе, у којем се драматични судари међу личностима осветљавају из више углова, са становишта свих актера радње““. „Корени“ такође имају елементе породичног, историјског, друштвеног и филозофско-културолошког романа. Ова еклектична и синтетична форма романа је по речима Милана Радуловића „инспирисана трагањем за интегралним уметничким делом, оним у којем би стварни живот и реални свет били дубоко сагледани, истинито дочарани и вишом правдом самерени, и у којем би уметникова слика света постала жив садржај социјалне и културне свести читалаца“.
За овај роман Ћосић је 1954. награђен НИН-овом наградом, која је те године први пут додељена. Уочи педесетогодишњице додељивања НИН-ове награде 2003. године, критичари који су у различитим периодима учествовали у жирију доделили су „Коренима“ девето место на листи најбољих романа награђених овом наградом. Данас има статус класика српске књижевности двадесетог века и део је обавезне лектире у средњим школама у Србији.

## Радња
Фабула је смештена на крај деветнаестог века у једном српском селу и прати животе Аћима Катића, једног од радикалских вођа тог времена, и његових синова Вукашина и Ђорђа.
Вукашин је био на школовању неколико година у Француској и на почетку романа се враћа кући код оца и брата му Ђорђа да би им саопштио да се жени ћерком либерала Тошића, Аћимовог политичког непријатеља. Аћим га се одриче и прети да ће га избрисати из тестамента. Истовремено, Ђорђе и његова супруга Симка имају проблеме, јер ни после 15 година брака немају деце. Ђорђе се све чешће напија и у једном од тих пијанстава избацује Симку из куће. Аћим је очајан због свађе са сином, миљеником Вукашином, и што од беса, што од очаја решава да позове сељаке из свога села Прерова на буну. Пијани војници успевају да без велике муке угуше буну, убивши притом петорицу сељака.
Истовремено, Симки на ум пада спасоносна идеја – да затрудни са једним од Ђорђевих слуга. Убрзо после тога сазнаје се да је Симка трудна, а Ђорђе јој допушта да се врати кући, иако су и он и Аћим пуни сумњи око тога ко је отац детета. Симка рађа сина и беба добија име Адам. Како Адам брзо расте, све мање личи на оца Ђорђа који је изразито низак. Када је Адаму било 5 година, мајка Симка се разбољева и умире, а он једва преживљава. Овај догађај коначно наводи Аћима и Ђорђа да Адама прихвате као својега.

## Анализа ликова
Аћим – главни лик у делу и газда, домаћин и представник радикалног покрета, привржен митовима и легендама и устаничким бунтом. Јаког духа, уме да се постави као вођа народа и зна како да оствари своје политичке циљеве засноване на осећају. Ипак, са друге стране не може да се ухвати у коштац са проблемима које доноси ново време, али ни са породичним проблемима као што су издаја синова и разочарање у руководство партије. Доживљава низ пораза и утеху проналази у свом унуку Адаму коме ће посветити остатак свог живота.
Вукашин – је представник нове генерације, млади господин школован у Паризу, перспективан са једне стране, следбеник европског духа. Али, он је и Аћимов син, који је задојен традицијом и националним митом што доводи до унутрашње борбе, преиспитивања и сопственог незадовољства.
Ђорђе – својим пословним успесима, богатством и угледом је моћан човек, али као јалов човек који не може да обезбеди потомство је несрећник, не може да настави лозу али ни да придобије очеву љубав која је резервисана за Вукашина. Он је располућена личност, поседник и јалов мушкарац, газда и импотентни муж жељан очеве љубави, свестан својих недостатака унижава се у сопственим очима.
Симка – изузетан женски лик у српској књижевности. Лепа и снажна, тим више акцентује Ђорђеву јаловост. Потпуно свесна свог порекла, положаја и улоге у дому породице Катић. Она здраво резонује, трпи Ђорђеве увреде јер је води инстинкт сопственог преживљавања. И када се одлучи да постане прељубница са слугом, иако је врло морална и ужасава је сама помисао прељубе, она убеђује себе да то чини зарад вишег циља, због одржавања лозе Катића што је изнад свега, што превазилази и њу и прељубу као чин, јер сам чин доживљава као обавезу а не као емоцију или необуздану страст. Од те одлуке зависи њена судбина али и кључно, судбина лозе Аћима Катића.

## Књижевни утицај
Дело је објављено у јеку књижевних расправа између заступника реалистичке и присталица модернистичке концепције књижевности. Ћосић је у овом роману остварио амбицију спајања реалистичке прозне реторике и модерне романескне структуре, и на тај начин ујединио ове две супротстављене струје књижевног обликовања.

## Телевизијска адаптација
На темељу Ћосићевог романа снимљена је серија „Корени”. Серију је режирао Иван Живковић, сценарио написао Ђорђе Милосављевић, а главне улоге тумаче Жарко Лаушевић, Слобода Мићаловић, Игор Ђорђевић, Радован Вујовић и Ненад Јездић. Прва епизода је премијерно приказана 21. октобра 2018.